# San Bartolo Soyaltepec
San Bartolo Soyaltepec är en kommun i Mexiko.   Den ligger i delstaten Oaxaca, i den sydöstra delen av landet, 280 km sydost om huvudstaden Mexico City.
Följande samhällen finns i San Bartolo Soyaltepec:
- Guadalupe Gavillera